# أشكول بايس

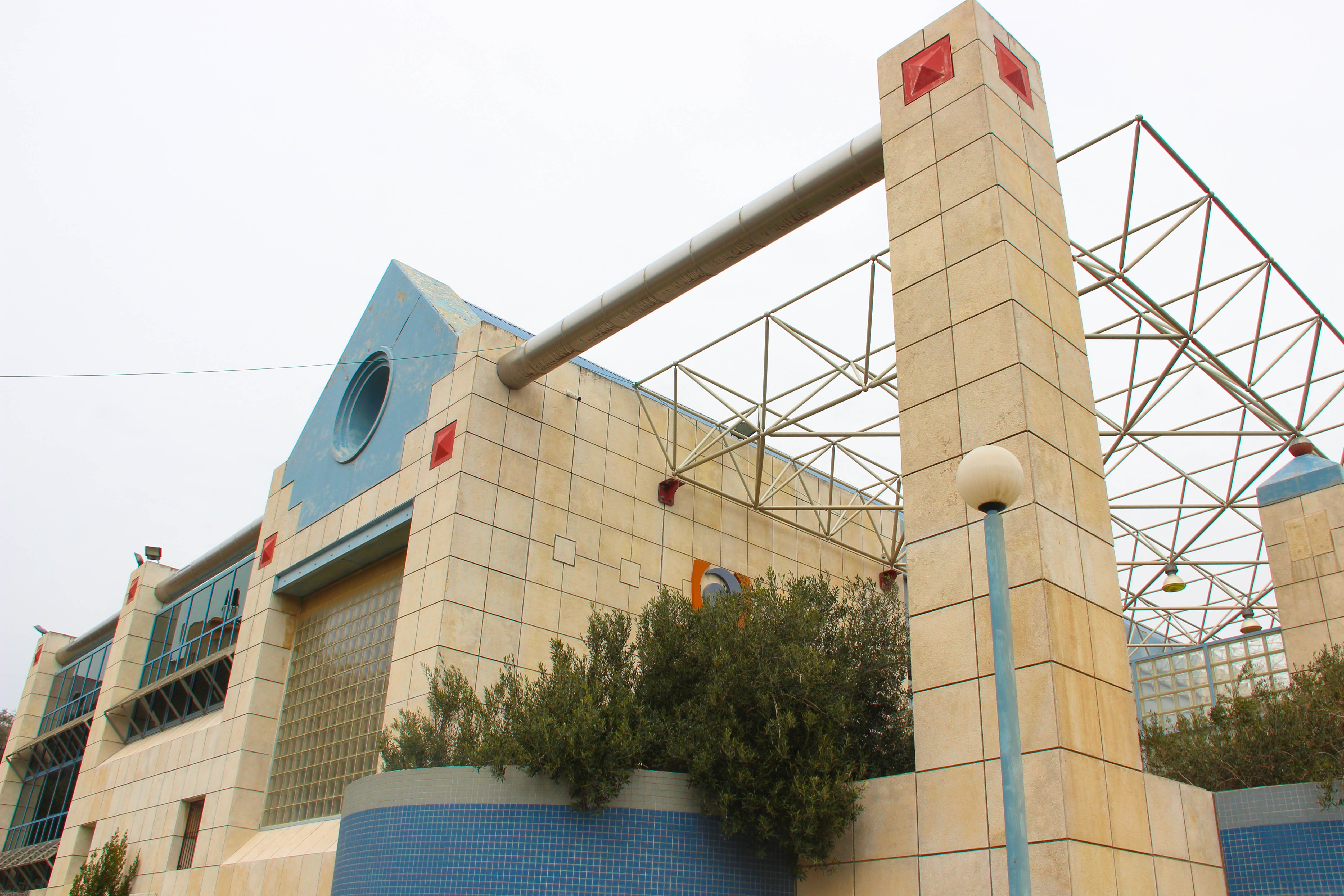
أشكول بايس أم الفحم.

أشكول هبايس (بالعبرية: אשכול הפיס) هو مشروع مشترك بين وزارة التربية والتعليم، ومفعال هبايس، واتحاد السلطات المحلية. وهو مركز لدراسة العلوم، والتكنولوجيا، والفنون سواء كان ذلك خلال التعليم المدرسي أو في أوقات الفراغ، حيث يستقبل جميع شرائح المجتمع. يوجد في إسرائيل ما يزيد عن 60 مبنى أشكول بايس في مختلف البلدات، وجميعها تتشابه بتصميم البناء بما في ذلك المختبرات، والغرف التدريسية، وغرف الحواسيب، والقاعات. وعادةً ما يكون كل مبنى متاخم لمؤسسة تعليمية ما. يفتح أشكول بايس أبوابه لطلاب المدارس في ساعات الصباح، أما في فترة بعد الظهر فيستقبل باقي شرائح المجتمع، حيث ينظم فيه نشاطات مختلفة كمسرحيات وفعاليات واجتماعات وغيرها. المجموعة الأولى من مباني أشكول بايس تم بناؤها في رمات غان ورعنانا، وتم افتتاحهما في عام 1998م.